# Dr. Amor
Dr. Amor fue una telecomedia argentina emitida por Canal 13 desde el 21 de abril hasta el 3 de octubre de 2003, con un total de 120 episodios y un promedio de 9 puntos de audiencia (aproximadamente). La tira comenzó en el horario de las 18:00 hs., pero luego fue cambiada a las 19:00 hs.

## Sinopsis
Mariano Amor es un hombre maduro, médico y cirujano plástico muy conocido que derrite con sus encantos a todo tipo de mujeres. Le gusta salir con ellas pero detesta que se le instalen en su casa. Actualmente tiene una novia llamada Rosario mucho menor que él y bastante celosa, aunque motivos no le faltan. Ella no aceptará fácilmente la sorpresa que tocará a la puerta de su amado Dr. Amor.
De un día para el otro a Mariano le aparece un hijo llamado Fernando, un apuesto hombre de 35 años y «trayendo a cuestas» tres hermosos niños que aparecen ante el umbral de la casa del doctor. Fernando es el hijo que nunca conoció; también es médico y los tres niños son sus hijos a los que desea dejar al cuidado del sorprendido y nuevo abuelo Mariano.
Fernando debe salir con urgencia a un congreso médico en Cuba y no le queda otra alternativa que acudir a su padre para que cuide a los tres pequeños. Desconcertado, y sin poderse negar ante la petición de Fernando, el Dr. Amor decide contratar a una cocinera y niñera para que lo ayude.
Y es aquí donde el destino lo pone frente a Ángeles, una conductora de taxi desesperada por trabajar pero que en realidad carece de las habilidades que el puesto demanda. Esto, sin embargo, no le impide falsificar sus referencias y convencer a Mariano de que ya no necesita continuar su búsqueda.
Mariano, acostumbrado a una vida libre de preocupaciones, lucha por acostumbrarse a la nueva situación, pero con el tiempo descubre en Ángeles, Fernando y los niños el afecto de la familia que no había querido tener. Mariano estará muy cerca de su madrina y consejera y el administrador de su clínica.

## Elenco
- Arturo Puig: Dr. Mariano Amor
- Natalia Ramírez: Rosario Vargas
- Lorna Paz: Ángeles García
- Segundo Cernadas: Fernando Díaz Amor
- Juan Carlos Mesa: Chesare Micheleto
- Ana María Campoy: Perla Sánchez
- Gino Renni: Francisco Costas
- Silvana Di Lorenzo: Pierina Costas
- Vanessa Robbiano: Susana
- Pedro Saad Vargas: Alberto Domínguez
- Diego Spotorno: Marcelo Vera
- Juana Guarderas: Julia
- Erika Vélez: Liliana Suárez
- Agustina Córdova: Valeria
- Matías del Pozo: Luisito
- Bárbara Nóbile: Marianita Díaz
- Darío Lopilato: Fito
- Thelma Fardin: Carla